# Siamese Twins Lake
Siamese Twins Lake är en sjö i Kanada. Den ligger i distriktet Cochrane och provinsen Ontario, i den sydöstra delen av landet, 500 km nordväst om huvudstaden Ottawa.